# Ernest Cassel
Pour les articles homonymes, voir Cassel.
Ernest Joseph Cassel (3 mars 1852, Cologne – 21 septembre 1921, Londres), est un banquier d'affaires, un mécène, un collectionneur d'art et un éleveur de chevaux britannique. Il est à l'origine de la fondation de plusieurs établissements financiers et d'entreprises à capitaux internationaux. Il fut le principal conseiller du roi Édouard VII.

## Biographie
Issu d'une famille ashkénaze, Ernest Joseph Cassel est né à Cologne (Royaume de Prusse) le 3 mars 1852, fils d'Amalia Rosenheim et de Jacob Cassel (1802-1875), qui avait fondé dans cette ville une petite banque. Âgé de seize ans, Ernest commence à travailler, apprenant le métier, dans une autre agence de son père, à Erbach. En septembre 1870, la défaite de la France face à l'Allemagne entraîne la ruine de sa famille. Ernest est envoyé à Liverpool chez un négociant en grain, il a dix-huit ans. Remarqué pour ses aptitudes, il est recruté par la société financière et de négoce Bischoffsheim and Goldschmidt à Londres, qui possède entre autres des intérêts à Paris, où le jeune Cassel est envoyé pour un bref séjour.
Revenu à Londres, il s'occupe pour Bischoffsheim de conseils en investissement, et se fait remarquer en renégociant une partie des prêts accordés à Ismaïl Pacha, khédive d'Égypte. En septembre 1878, il épouse, à Westminster, Annette Mary Maud Maxwell, née en 1857, qui le persuade de se convertir au catholicisme. En 1880, Ernest est naturalisé citoyen britannique. L'année suivante, il perd son épouse, laissant une petite fille, Amalia Mary Maud, née en 1879.
Dans les années 1880, Cassel voit ses affaires prospérer, il est reconnu comme l'un des conseillers financiers les plus judicieux sur la place de Londres. En 1884, il quitte la Bischoffsheim pour fonder son propre cabinet de conseils. Il commence par s'intéresser aux dettes souveraines des États latino-américains, permettant par exemple la réorganisation des finances de l'Uruguay, et le lancement sur le marché, avec succès, de trois emprunts au nom du Mexique. Sur le terrain européen, il est actif dans le financement du Royal Swedish Board (Kungl. Järnvägsstyrelsen) fondé en 1887, qui permet de lancer la construction des chemins de fer suédois. En 1890, il est fait chevalier de l'ordre de Saint-Michel et Saint-Georges. Son rapport à la Suède marque les esprits puisqu'en 1896, il offre 250 000 couronnes pour une fondation destinée à l'éducation populaire, à Ludvika ; la Cassels donation comprend une bibliothèque de recherches, et une salle de concert, au milieu d'un grand parc ; le bâtiment, de style néoclassique, est de Agi Lindegren (en).
Durant les années 1890, Cassel fait partie du cercle étroit des conseillers financiers de la Couronne britannique, via entre autres Maurice de Hirsch, qui s'occupe des affaires d'Édouard, prince de Galles. Le prince et Ernest deviennent de proches amis. En 1893, Cassel organise le rapprochement entre les investisseurs qui lancent la construction du Central London Railway, le métropolitain londonien. Il joue ensuite un rôle clef au moment de la fusion, en 1897, entre Vickers et la Maxim-Nordenfelt Company, deux producteurs d'armes, aux côtés de Basil Zaharoff. En associant la Banque internationale de Paris, il prend part à la fondation de la Rand Mines aux côtés d'Edmond de Rothschild et soutenu par la De Beers. En 1898, il cofonde la Banque nationale d'Égypte, basée au Caire, dans laquelle il met 750 000 £ de fonds propres ; dans la foulée, il monte deux filiales, la Banque d'Abyssinie (1906) à Addis-Abeba et une branche à Khartoum. Après la Guerre sino-japonaise (1894-1895), il permet à Pékin de lever un emprunt conséquent. En 1901, il est fait commandeur de l'ordre de Saint-Michel et Saint-Georges.
Peu avant sa mort en 1895, lord Randolph Churchill confie les intérêts de son fils, Winston Churchill, aux bons soins d'Ernest ; les deux hommes seront très proches comme en témoignent les mémoires du futur premier ministre. En 1902, Cassel et le jeune Winston sont en Égypte pour assister à l'inauguration du Aswan Low Dam, premier barrage moderne sur le Nil que le financier a contribué largement à lancer aux côtés de William Willcocks.
Le roi Édouard VII est témoin du mariage de sa fille, qui épouse en 1901 Wilfrid Ashley. Elle reste l'unique enfant d'Ernest et mourut en 1911. Ernest ne s'est jamais remarié et a pris soin de ses deux petites-filles, Edwina Mountbatten (1901-1960) et Ruth. Le 11 août 1902, Ernest Cassel est nommé au Conseil privé du roi. En 1908, il conseille également le nouveau premier ministre, Herbert Henry Asquith. En 1909, il cofonde la National Bank of Turkey (en), avec John Baring et Alexander Henderson, à capitaux 100 % britanniques ; un conflit éclate avec la Banque ottomane et la première se fait plus discrète après 1911.
Ernest Cassel se retire des affaires en 1910. En 1911, en mémoire d'Édouard VII, il fonde l'Anglo-German Institute. Il croyait fermement en la paix et au rapprochement entre les peuples en Europe. Début 1914, Cassel est chargé d'une mission secrète auprès du kaiser Guillaume II afin de persuader celui-ci de renoncer à la course aux armements, notamment dans la Marine ; c'est un échec. Ernest, de retour à Londres, juge alors la guerre inévitable.
Il se consacre dès lors uniquement au mécénat. Il fonde entre autres le Cassel Hospital (en) (1919) en mémoire de sa fille et des victimes de la Grande Guerre ; il avait donné d'importantes sommes à la Croix-Rouge britannique durant le conflit. Il a reçu de nombreuses décorations, parmi les plus hautes du Royaume-Uni, de Suède, de France, de l'Empire ottoman, du Japon et d'Allemagne.
Il meurt le 21 septembre 1921 au 113 Brook House (Park Lane, Londres) dans une magnifique bâtisse d'époque victorienne construite par Thomas Henry Wyatt, et qui fut démolie en 1933. Sa fortune est alors estimée à 6 millions de livres sterling, soit plus de 150 millions de francs-or. On estime qu'il fit don de plus d'un million de livres sterling, ce qui en fait l'un des plus grands mécènes de son temps. Il possédait un domaine dans le canton du Valais (Suisse), à Riederalp, la Villa Cassel, bâtie en 1900-1902 et qui devint un hôtel jusqu'en 1969 puis une fondation ; il géra un important haras destiné à l'élevage de chevaux de course qui furent remarqués ; il laissa une belle collection d'objets d'art dont des tableaux de Henry Raeburn, qu'il admirait. L'un de ses proches amis fut l'artiste Anders Zorn qui laisse plusieurs portraits de lui.

## Distinctions
- Commandeur 1re classe de l'ordre de Vasa

## Sources, notes et références
- (en) Cet article est partiellement ou en totalité issu de l’article de Wikipédia en anglais intitulé « Ernest Cassel » (voir la liste des auteurs).

1. ↑  (su) Huset kallas för Cassels efter donatorn Sir Ernest (Ernest Cassel) som donerade pengarna till uppförandet, site officiel de la Fondation.
2. 1 2 3  (en) « Great Contemporaries: Sir Ernest Cassel: “A Few More Years of Sunshine” », The Churchill Project, Hillsdale College, 23 avril 2020.
3. ↑  (en) Marian Kent, « Agent of Empire? The National Bank of Turkey and British Foreign Policy », in: The Historical Journal (1975), 18, pp. 367-389.
4. ↑  (de) Pro Natura Zentrums Aletsch - Villa Cassel 2020, site officiel.
5. ↑  Jean Adhémar et Gerda Boethius, Zorn (1860-1920) : exposition de son œuvre gravé, catalogue d'exposition, Bibliothèque nationale / Musée Zorn à Mora / Institut Tessin à Paris, 1952, p. 12 — sur Gallica.

- « Cassel, Sir Ernest Joseph », Encyclopædia Britannica (12th ed.), 1922